# Litoria quadrilineata
Litoria quadrilineata és una espècie de granota del gènere Litoria de la família dels hílids. Originària d'Indonèsia.